# Richard Prasquier
Richard Prasquier, né Ryszard Praszkier, le 7 juillet 1945 à Gdańsk en Pologne, est un médecin cardiologue français, président du Conseil représentatif des institutions juives de France de 2007 à 2013.

## Origines et études

### Origines
Richard Prasquier est l’un des premiers enfants juifs nés après-guerre en Pologne ; ses parents, rescapés de la Shoah, décident d’émigrer de Pologne aux États-Unis après le pogrom de Kielce mais leur route s’arrête en France. 
Son père est Joël (Jurek) Prasquier et sa mère, Debora Prasquier née Zylberberg. Ses grands-parents paternels sont Itzhak Praszkier, fusillé par les nazis, et Rachel, gazée à Bełżec.
La sœur de Joël Prasquier, Michalina, a été assassinée avec sa mère (Rachel Prazkier), son mari et leur bébé. Le frère de Joël Prasquier, David, est tué dans les rangs de l'armée polonaise.
Le grand-père maternel de Richard Prasquier, Jakub Zylberberg, est assassiné au camp de concentration de Poniatowa. La grand-mère maternelle de Richard Prasquier est Yochevet Abarbanel. En secondes noces, elle épouse le Grand-rabbin hassidique Samuel Jacob Rubinstein. La rabbine Rubinstein est la fille de David Shlomo Abarbanel et de Perla Miyam née Rabinowicz, morts pendant la Shoah. Elle descend des grands maîtres du hassidisme : le Yehoudi Hakadoch (en) de Pchis'ha et de Menachem Mendel de Rimanov. Le jeune frère de Yochevet, Samuel, est abattu par les nazis.

### Études
Il fait ses études au lycée Charlemagne, puis en médecine. Il est interne des hôpitaux de Paris.

## Carrière médicale
Richard Prasquier est cardiologue et occupe le poste de chef de clinique à l'hôpital Beaujon. Il reste attaché à ses origines et devient, en 1989, un membre fondateur de l'Association des médecins d'origine polonaise de France (AMOPF).

## Vie publique

### Responsabilités communautaires
De 1993 à 1999, Richard Prasquier préside l'association ACEFI - Bonds d'Israël.
En 1994, il s'engage au CRIF en prenant la tête du groupe de liaison avec la Conférence épiscopale de l'Église catholique et la commission des relations internationales du CRIF. Il préside, au sein de la Fondation pour la Mémoire de la Shoah, la commission « Solidarité ». 
Dès 1997, Richard Prasquier devient le président du Comité français pour Yad Vashem.
En 2006, il accompagne le pape Benoît XVI au camp d’Auschwitz-Birkenau.
À la suite des recherches de Marcello Pezzetti, historien juif italien spécialiste de la Shoah, et avec l'aide du Père Patrick Desbois, délégué de l’épiscopat français auprès des juifs, Richard Prasquier acquiert, pour la céder au Musée d’Auschwitz et en faire un lieu de recueillement, la "maison rouge" ou Bunker I de Birkenau, où étaient assassinés les juifs avant la mise en fonction en mars 1943 des quatre "complexes de la mort" (chambre à gaz et crématoire). Il est nommé membre du Conseil international d'Auschwitz en 2003.  
Le 13 mai 2007, Richard Prasquier devient le président du Conseil représentatif des institutions juives de France (CRIF) lors de l'assemblée générale, succédant ainsi à Roger Cukierman dont il était le conseiller (et qui lui succèdera en 2013). Après son premier mandat, il est réélu pour 3 ans, le 13 juin 2010 .
Le 11 septembre 2013, Richard Prasquier devient président de la section française du Keren Hayesod.

### Engagement
En janvier 2009, alors que l'Opération Plomb durci fait rage, il participe à une manifestation silencieuse devant l'ambassade parisienne d'Israël en soutien aux victimes des tirs de roquettes du Hamas depuis la bande de Gaza. Lors de cette manifestation, il déclare notamment : « Ma position n'est pas contre les Palestiniens, même si je suis très solidaire d'Israël. C'est contre le Hamas que je m'insurge. C'est un obstacle à la paix, et il n'y a pas de négociation possible avec le Hamas, qui cherche les représailles et se fiche des victimes civiles, y compris chez eux, parce qu'ils ont besoin de ces morts ».
À partir de 2010, dans le cadre de l'affaire Mohammed al-Durah, il interpelle plusieurs fois les autorités, estimant qu'on ne peut lutter contre l’antisémitisme si on ne s’attaque pas à la propagande
,,.

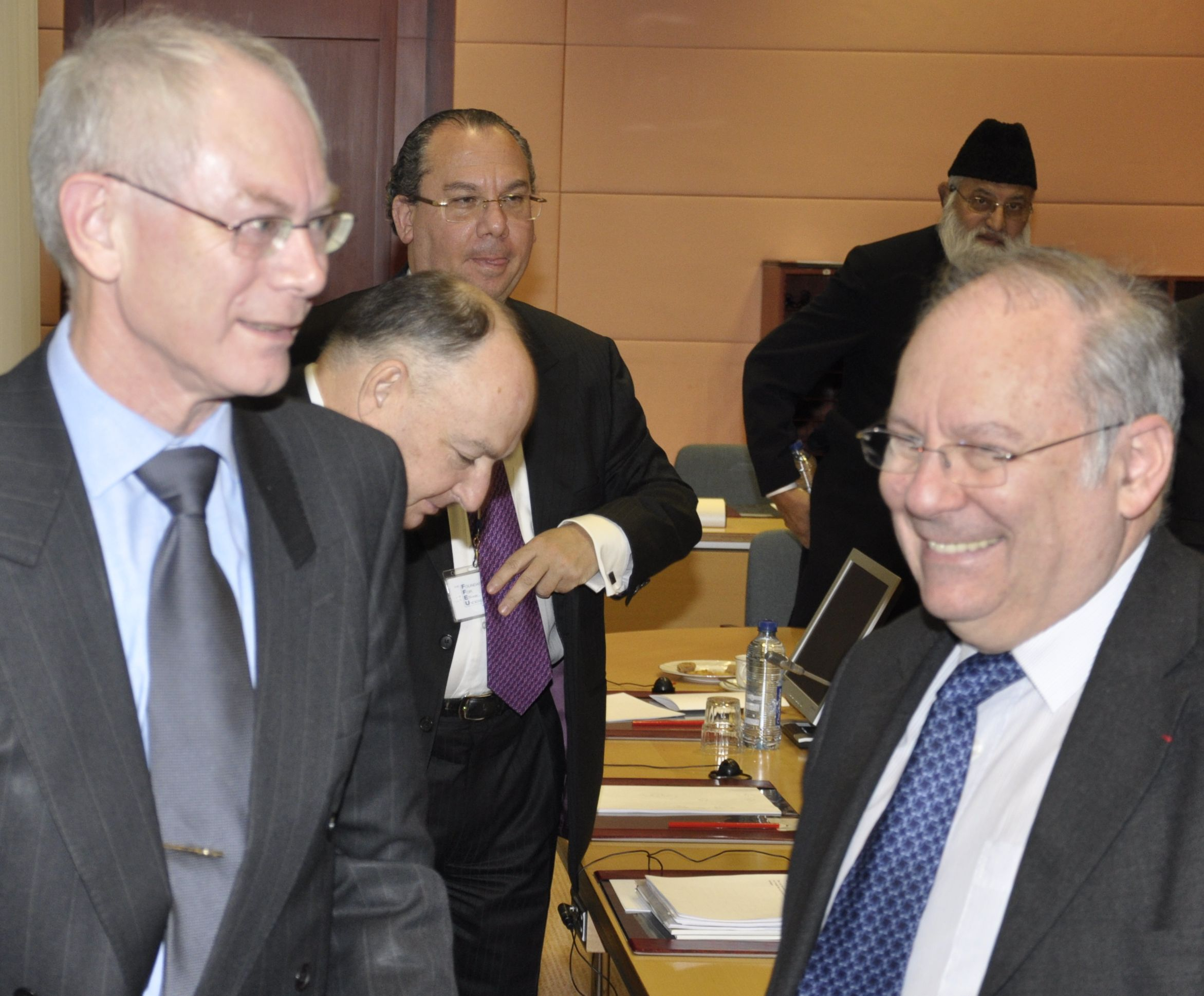
Herman Van Rompuy, président du Conseil européen, avec Richard Prasquier lors d'une rencontre de représentants juifs et musulmans de l'Europe à Bruxelles le 6 décembre 2010.

En 2011, au lendemain de la diffusion sur France 2 d'un reportage d'Un œil sur la planète intitulé Un État palestinien est-il encore possible ?, il adresse une lettre ouverte destinée au Président du groupe France Télévisions, Rémy Pflimlin, dans laquelle il rappelle d'abord l'affaire Al Dura que, selon lui, « France 2 a toujours refusé d'éclaircir » puis juge que le reportage visé « a présenté, d'un conflit complexe, une image caricaturale et unilatérale ».
À propos de la conférence de Durban II sur le racisme organisée par l’ONU en avril 2009, M. Prasquier déclare que « le spectacle des 23 délégations quittant la salle devant les outrances d’Ahmadinejad marquera la conférence de Genève ».
Richard Prasquier a déclaré le 17 mai 2010 à l'Assemblée nationale : « L'homophobie tue aujourd'hui plus en France que l'antisémitisme. Ceci est d'autant plus inquiétant que l'antisémitisme s'attaque à un groupe, alors que l'homophobie s'attaque à un individu isolé. » Richard Prasquier a fait cette déclaration à l'occasion du colloque « Religions, homophobie, transphobie », durant lequel les représentants des différentes religions (Marie-Laure Dénès, représentante de la Conférence des évêques de France ; Jean-Pierre Rive, représentant de la Fédération protestante de France ; Dalil Boubakeur, recteur de la mosquée de Paris ; Michaël Azoulay, représentant du grand rabbin de France ; et Federico Procopio, administrateur de l'Union bouddhiste de France) ont tous condamné officiellement l'homophobie, partageant ainsi l'appel du 17 mars 2010 lancé dans Le Monde par des intellectuels croyants.

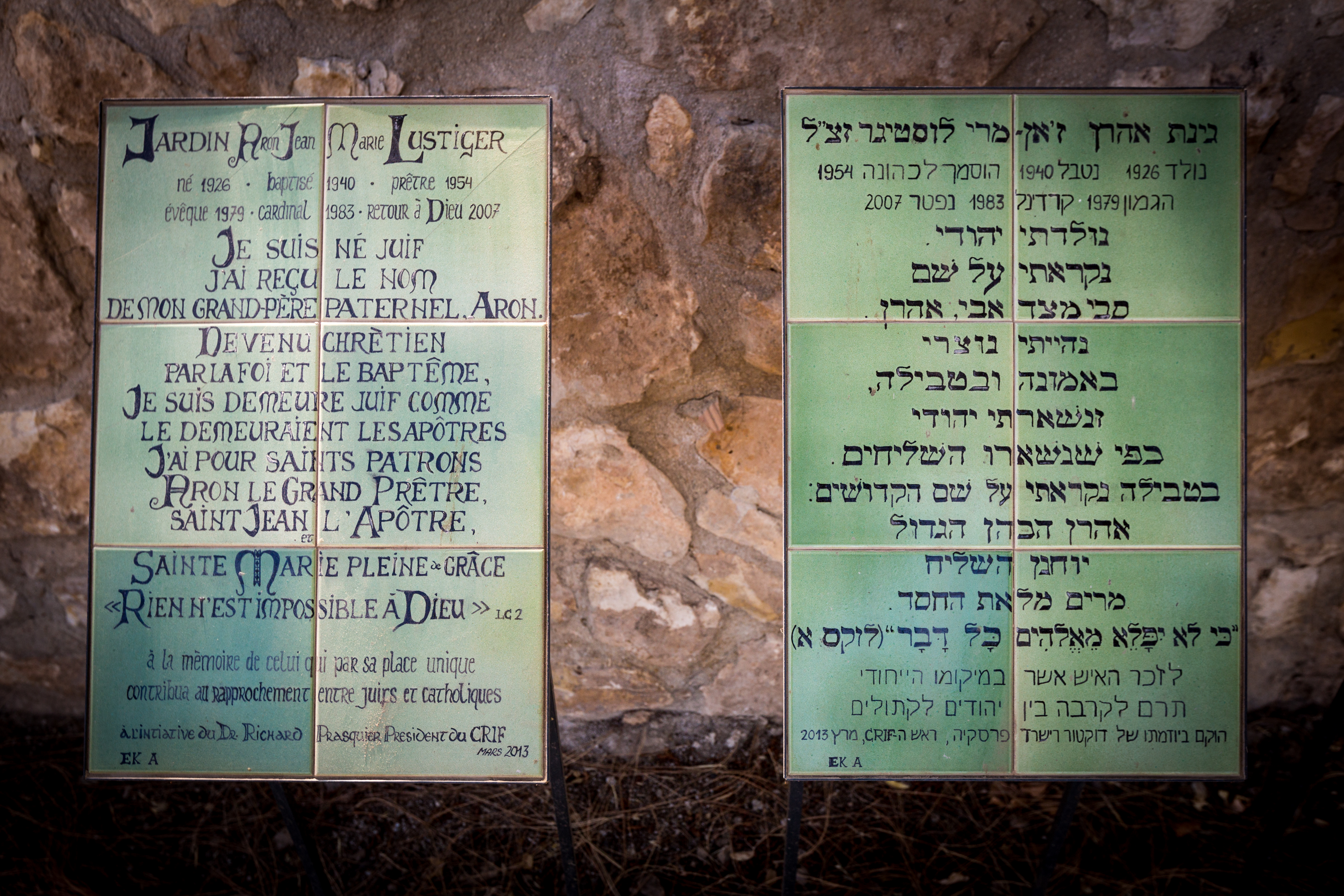
Jardin Aron Jean-Marie Lustiger à l’abbaye d’Abu Gosh en Israël.

En 2012, après les attentats de Toulouse de mars puis le démantèlement en octobre d'une cellule islamiste radicale responsable d'un attentat à Sarcelles en septembre 2012, il est reçu par le président de la République François Hollande. Dans une interview au Figaro, il prône une extrême vigilance face à l'islam radical : « La complaisance, même l'indifférence, doit être interdite, comme avec le nazisme. ».
En 2013, il est à l'origine d'un jardin mémorial érigé en l'honneur de Mgr Jean-Marie Lustiger, au sein de l’abbaye Sainte-Marie de la Résurrection d'Abu Gosh, située dans le village à majorité arabe musulmane d'Abou Gosh, en Israël.
Le 9 janvier 2015, à la suite des attentats de Charlie Hebdo, il déclare : « L’islamisme radical sous toutes ses formes - le Hamas  qui recommande aux musulmans de tuer les Juifs en est une- est un cancer avec lequel nous ne pouvons pas coexister et que les complaisances ne font que renforcer. ».
Il est également membre du comité de parrainage du Collège des Bernardins.

### Aveu de dissimulation fiscale
Richard Prasquier a reconnu le 24 janvier 2014 devant les enquêteurs avoir créé avec la banque HSBC de Genève une société offshore de droit panaméen, Lotsun, dont les avoirs atteignaient 5 millions d'euros, à propos de laquelle il a déclaré : « Cette société était implantée au Panama parce que c'est un paradis fiscal. Le compte suisse ouvert à mon nom n'était déjà pas déclaré, et cette société n'avait effectivement que pour seul but de nous dissimuler encore davantage ».

## Vie privée
Richard Prasquier est marié, père de cinq enfants.

## Prix et récompenses
- Chevalier de la Légion d'honneur (18 décembre 2001)
- Prix d'honneur Zakhor Pour la Mémoire pour l'ensemble de son travail réalisé au sein du Comité français pour Yad Vashem[23],[24].
- Prix 2015 de l’Amitié judéo-chrétienne de France[25]